# 日比一昭
日比一昭（ひび かずあき、1953年〈昭和28年〉3月30日 - ）は、日本の政治家、建築家。第11代津島市長。元津島市議会議員。株式会社日伸設計事務所設立者・元代表取締役社長。

## 経歴
東京理科大学工学部建築学科を卒業後、日本国有鉄道に入社する。
1990年（平成2年）、株式会社日伸設計事務所を設立し、代表取締役社長に就任する。
2003年（平成15年）、津島市議会議員選挙に出馬し、当選する。
2014年（平成26年）4月27日、津島市長選挙に新人で出馬し、同じく新人の浅井直樹、山口欽秀、藤原大俊を破り、当選する。
2018年（平成30年）4月15日、津島市長選挙に出馬し、元津島市議会副議長の杉山良介を破り、再選する。
2022年（令和4年）4月24日の市長選挙で3選。

## 市政・人物
副市長選任をめぐる諸問題
2014年6月2日、日比は市議会定例会に、元県職員の星野広美を副市長に選任する議案を提出。議案は可決された。星野は6月4日付で副市長に就任した。
2018年5月11日、日比は市議会定例会に、星野を副市長に再任する議案を提出するも、反対多数で否決された。加藤則之市議は「度重なる議会軽視、市民や議会の声を聞かない市政運営に対しての批判」とのちに開催された議会本会議で説明した。
2019年5月15日、加藤則之市議は市議会臨時会に、日比に対する問責決議案を提出。「報道機関には、今回の臨時会に『副市長人事案件』を提出すると発表していたにもかかわらず、（市議選の結果）議会の同意が得られないと判断するや提出を取りやめるという事態に陥った。日比市長の無反省の姿勢は、新聞報道には語りながら、議会での一般質問等には一切答弁しないという対応からも明らかで、議会軽視で無責任と言わざるを得ない」と提案理由を述べた。同決議案は賛成多数で可決された。
2020年4月14日、日比は市議会臨時会に、元県職員の津田新太を副市長に選任する議案を提出。議案は可決され、津田は4月15日付で副市長に就任した。
2023年5月、自治労津島市職員組合はアンケートを実施し、組合員約300人のうち89人が「複数の市幹部にパワハラを受けたり、見たりした」と回答した。これを受けて同年6月、津田に対する問責決議案が市議会に提出された。決議案は賛否同数となり、議長裁決で否決された。市政に混乱が広がる中、同年8月9日、市は津田が辞職願を提出したと発表した。津田は同月31日付で辞職する予定。
その他
- 一級建築士の資格を有しており、防災・減災対策の一環として、耐震性に優れた災害に強い「津島型住宅モデル」の公募を始めた[12]。